# Kaiser-Guttman-Kriterium
Das Kaiser-Guttman-Kriterium, häufig auch nur Kaiser-Kriterium genannt, ist ein Verfahren zur Bestimmung der Faktorenzahl bei der explorativen Faktorenanalyse. Das Kriterium wurde in den 1950er Jahren von Louis Guttman sowie Kaiser und Dickman entwickelt und ist aufgrund seiner Einfachheit und Eindeutigkeit das vorherrschende Verfahren in der Praxis, obwohl sich bereits auch andere etabliert haben.

## Hintergrund zur Faktorenauswahl
Die explorative Faktorenanalyse hat die Reduktion der Dimensionalität eines Variablensets zum Ziel, indem ihre Varianz durch zu konstruierende sog. latente Faktoren erklärt/modelliert wird. Damit gehört die explorative Faktorenanalyse zu den sog. hypothesengenerierenden statistischen Verfahren (im Gegensatz zu den hypothesentestenden statistischen Verfahren). Weil das Ziel einer explorativen Faktorenanalyse stets die Reduktion der Dimensionalität ist, muss das Ergebnis einer Faktorenanalyse immer weniger latente Faktoren als die Anzahl der Ausgangsvariablen aufweisen.
Daher stellt sich die Frage, mit wievielen latenten Faktoren die Variablenvarianz am zufriedenstellendsten erklärt/modelliert werden kann. Für die Anzahl der zu extrahierenden latenten Faktoren gibt es kein festes einziges Kriterium/Verfahren, denn die latenten Faktoren sind statistisch-mathematische Konstrukte, mit denen man die Datenwirklichkeit datenreduzierend abbilden/modellieren möchte. Es kann deshalb kein einziges, eindeutiges, objektiv „richtiges“ Faktorenanalysenergebnis geben. Es hängt sehr stark vom Anwendungsfall ab, ist aber mitnichten beliebig, weil es statistisch gerechtfertigt werden muss. Es gibt jedoch Kriterien/Verfahren, deren Anwendung zum Vorschlag einer bestimmten Faktorenanzahl führt. Die Faktorenlösungen sollten aber stets auch immer inhaltlich/theoretisch erklärt und gerechtfertigt werden.
Ein solches Kriterium zur Bestimmung der Faktorenanzahl ist das Kaiser-Guttman-Kriterium, es ist aber sehr konservativ und seine Anwendung zumindest in der Psychometrie veraltet. Es führt in nahezu allen Anwendungsfällen dazu, dass die Dimensionalität erheblich überschätzt wird. Allerdings kann es als Instrument dienen, gewissermaßen die „Obergrenze“, d. h. die maximal zu rechtfertigende Faktorenanzahl zu bestimmen.

## Grundannahme und Vorgehensweise
Da es sich bei der Faktorenanalyse um ein datenreduzierendes Verfahren handelt, erscheint es sinnvoll, als Maximalanzahl nur diejenigen Faktoren beizubehalten, die mehr Varianz erklären als die ursprünglichen Variablen. Dies ist nur bei Faktoren mit Eigenwerten größer eins gegeben.
Ausgehend von einer Korrelationsmatrix (Pearson oder polychorische Korrelationen) werden die möglichen Faktoren (bzw. Eigenvektoren) sowie deren Eigenwerte bestimmt. Das Kaiser-Guttman-Kriterium besagt, dass nur Faktoren mit Eigenwerten
größer eins (falls die Variablen standardisiert sind = Faktoranalyse auf Basis der Korrelationsmatrix der Variablen) bzw. größer als der Mittelwert der Eigenwerte (falls die Variablen unstandardisiert sind = Faktoranalyse auf Basis der Kovarianzmatrix der Variablen) beibehalten, die anderen aber verworfen werden.

## Kritik
Das Kaiser-Guttman-Kriterium ist sehr einfach anzuwenden und führt stets zu einer eindeutigen Lösung. Es wird daher in vielen Statistikpaketen standardmäßig bei der Durchführung einer Faktorenanalyse zugrunde gelegt.
Es überschätzt die Dimensionalität häufig und ist für die Gewinnung sinnvoll interpretierbarer Faktoren kaum hilfreich.

## Alternativen
Neben dem Kaiser-Guttman-Kriterium gibt es verschiedene andere Kriterien:
- den Scree-Test, auch Ellenbogenkriterium genannt, oder
- die Parallel-Analyse nach Horn.[3]

Grundsätzlich sollten mehrere Kriterien herangezogen werden. Insbesondere im Zweifelsfall bietet es sich an, mehrere Faktorenzahlen durchzurechnen und im Hinblick auf Ladungen und Interpretierbarkeit zu überprüfen.